# روي توماس (لاعب كرة قاعدة)
روي توماس (بالإنجليزية: Roy Thomas)‏ هو لاعب كرة قاعدة أمريكي، ولد في 24 مارس 1874 في نوريستاون ‏ في الولايات المتحدة، وتوفي بنفس المكان في 20 نوفمبر 1959.

## وصلات خارجية
- روي توماس على موقعبيزبول رفرنس.كوم (الدوري الرئيسي) (الإنجليزية)